# Menhir de Toëno
Le menhir de Toëno est un menhir situé sur la plage de Roc'h Ascoat dans la commune de Trébeurden, dans le département des Côtes-d'Armor en France.

## Caractéristiques
Le menhir est divisé en deux parties d'inégale hauteur sur trois faces, seule la face ouest est unique. Il mesure 1,90 m dans sa plus grande hauteur (faces ouest et sud) et 0,90 m au plus large à la base (face sud). Un bloc situé à 1,65 m au nord, désormais au trois-quarts enterré, pourrait correspondre à un second menhir renversé : il mesure 2,0 m de long sur 0,35 m de large. Le menhir est battu par les flots lors des coefficients de marée supérieur à 85.